# 立川周
立川 周（たちかわ あまね、1999年1月25日 - ）は、テレビ東京のアナウンサー。

## 略歴
2017年、早稲田大学に現役合格。在学中はアナウンス研究会に所属し、主にアークスリーグや全日本バレーボール大学女子選手権大会などの実況を担当。
2021年3月、早稲田大学社会科学部を卒業。同年4月、テレビ東京にアナウンサーとして入社。

## 出演
- ウイニング競馬（実況・パドック担当）
- 〜次世代スポーツを発見！〜「超プロ」（2023年10月15日） - ナレーター
- AKB48、最近聞いたよね…〜一緒になんかやってみませんか?〜（2023年10月25日 - ） - 進行・実況
- 日経モーニングプラス（2024年4月3日 - ） - ニュースリーダー
- スポーツ リアライブ〜SPORTS Real&Live〜（2024年4月3日 - ） - 水曜キャスター
- NIKKEI NEWS NEXT（2024年10月3日 - ） - 木曜ニュースキャスター

### 競馬GI実況履歴
- ホープフルステークス（2024年）